# أمارا كاران
أمارا كاران (بالإنجليزية: Amara Karan)‏؛ هي ممثلة بريطانية، ولدت في 1984 في المملكة المتحدة.

## أعمال

### مسلسلات
- في ليلة

## وصلات خارجية
- أمارا كاران على موقع IMDb (الإنجليزية)
- أمارا كاران على موقع ألو سيني (الفرنسية)
- أمارا كاران على موقع أول موفي (الإنجليزية)
- أمارا كاران على موقع قاعدة بيانات الأفلام السويدية (السويدية)
- أمارا كاران على موقع قاعدة بيانات الفيلم (الإنجليزية)
- أمارا كاران على موقع كينوبويسك (الروسية)